# کارسینوم هپاتوسلولار
کارسینوم هپاتوسلولار یا کارسینوم سلول‌های کبدی (HCC) شایع‌ترین نوع سرطان کبد اولیه در بزرگسالان است و در حال حاضر شایع‌ترین علت مرگ، در افراد مبتلا به سیروز است. HCC سومین علت مرگ و میر ناشی از سرطان در سراسر جهان است.
این بیماری در شرایط التهاب مزمن کبد رخ می‌دهد و بیشترین ارتباط را با عفونت هپاتیت ویروسی مزمن (هپاتیت ب یا سی) یا قرار گرفتن در معرض سمومی مانند الکل، آفلاتوکسین یا آلکالوئیدهای پیرولیزیدین دارد. برخی بیماری‌ها مانند هموکروماتوز و نقص آنتی‌تریپسین آلفا-۱ به‌طور قابل توجهی خطر ابتلا به HCC را افزایش می‌دهند. نشانگان سوخت و سازی و بیماری کبد چرب غیر الکلی نیز به‌طور فزاینده‌ای به‌عنوان عوامل خطر برای HCC شناخته می‌شوند. مانند هر سرطان دیگری، درمان و پیش‌آگهی HCC بسته به ویژگی‌های بافت‌شناسی تومور، میزان متاستاز و سلامت کلی بیمار، متفاوت است.
اکثریت قریب به اتفاق ابتلا به این بیماری و کم‌ترین میزان بقا پس از درمان در آسیا و آفریقای سیاه و در کشورهایی که هپاتیت ب بومی و شایع است، رخ می‌دهد. بسیاری از ساکنین این مناطق، از بدو تولد، مبتلا به هپاتیت هستند.
بروز HCC در ایالات متحده و سایر کشورهای در حال توسعه به‌دلیل افزایش عفونت‌های ویروس هپاتیت سی در حال افزایش است. این بیماری، به‌دلایل نامشخصی در مردان بیش از چهار برابر زنان شایع است.

## نشانه‌ها
بیشتر موارد HCC در افرادی رخ می‌دهد که علائم و نشانه‌های بیماری مزمن کبدی را دارند. سرطان ممکن است با بدتر شدن علائم این بیماری ظاهر شود یا ممکن است در زمان تشخیص سرطان، بدون علامت باشد. HCC همچنین ممکن است با علائم غیراختصاصی مانند درد شکم، تهوع، استفراغ یا احساس خستگی ظاهر شود. برخی از علائمی که بیشتر با بیماری کبد مرتبط هستند عبارت‌اند از: زردی پوست (یرقان)، تورم شکم به‌دلیل آب‌آوردگی شکم، کبود شدن آسان ناشی از اختلالات لخته شدن خون، کاهش اشتها، کاهش وزن ناخواسته، درد شکم، تهوع، استفراغ، یا احساس خستگی.

## عوامل خطر
از آن‌جایی که HCC بیشتر در افراد مبتلا به سیروز کبدی رخ می‌دهد، عوامل خطر به‌طور کلی شامل عواملی هستند که باعث بیماری مزمن کبدی می‌شوند که ممکن است منجر به سیروز کبدی شوند. با این حال، برخی از عوامل خطر بسیار بیشتر از سایرین با HCC مرتبط هستند. به‌عنوان مثال، در حالی که تخمین زده می‌شود مصرف بیش از حد الکل باعث ۶۰ تا ۷۰ درصد از موارد سیروز می‌شود، اکثریت قریب به اتفاق HCC در سیروز منتسب به هپاتیت ویروسی رخ می‌دهد. (اگرچه ممکن است همپوشانی وجود داشته باشد). عوامل خطر شناخته‌شده عبارت‌اند از:
- هپاتیت ویروسی مزمن (علت تخمینی ۸۰ درصد موارد در سراسر جهان)
  - هپاتیت ب (حدود ۵۰٪ موارد)
  - هپاتیت سی (حدود ۲۵٪ موارد)[۸]
- سموم:
  - اختلال مصرف الکل: شایع‌ترین علت سیروز[۷]
  - آفلاتوکسین
  - وضعیت اضافه میزان آهن (هموکروماتوز)
  - آلکالوئیدهای پیرولیزیدین
- متابولیک:
  - بیماری کبد چرب غیر الکلی: (تا ۲۰ درصد از موارد)[۹]
  - بیماری کبد چرب غیر الکلی[۱۰]
  - دیابت نوع ۲[۱۱]
- اختلالات مادرزادی:
  - نقص آنتی‌تریپسین آلفا-۱
  - بیماری ویلسون (بحث‌برانگیز و مورد مناقشه است؛ در حالی‌که برخی تئوری‌ها، نشان از احتمال تأثیر این بیماری در بروز هپاتوکارسینوم دارند،[۱۲] مطالعات موردی نادر انجام‌شده، برعکس این موضوع را نشان می‌دهند که بیماری ویلسون در واقع ممکن است در مقابل ابتلا به هپاتوکارسینوما، محافظت ایجاد کند.[۱۳][۱۴])
  - هموفیلی

## تشخیص

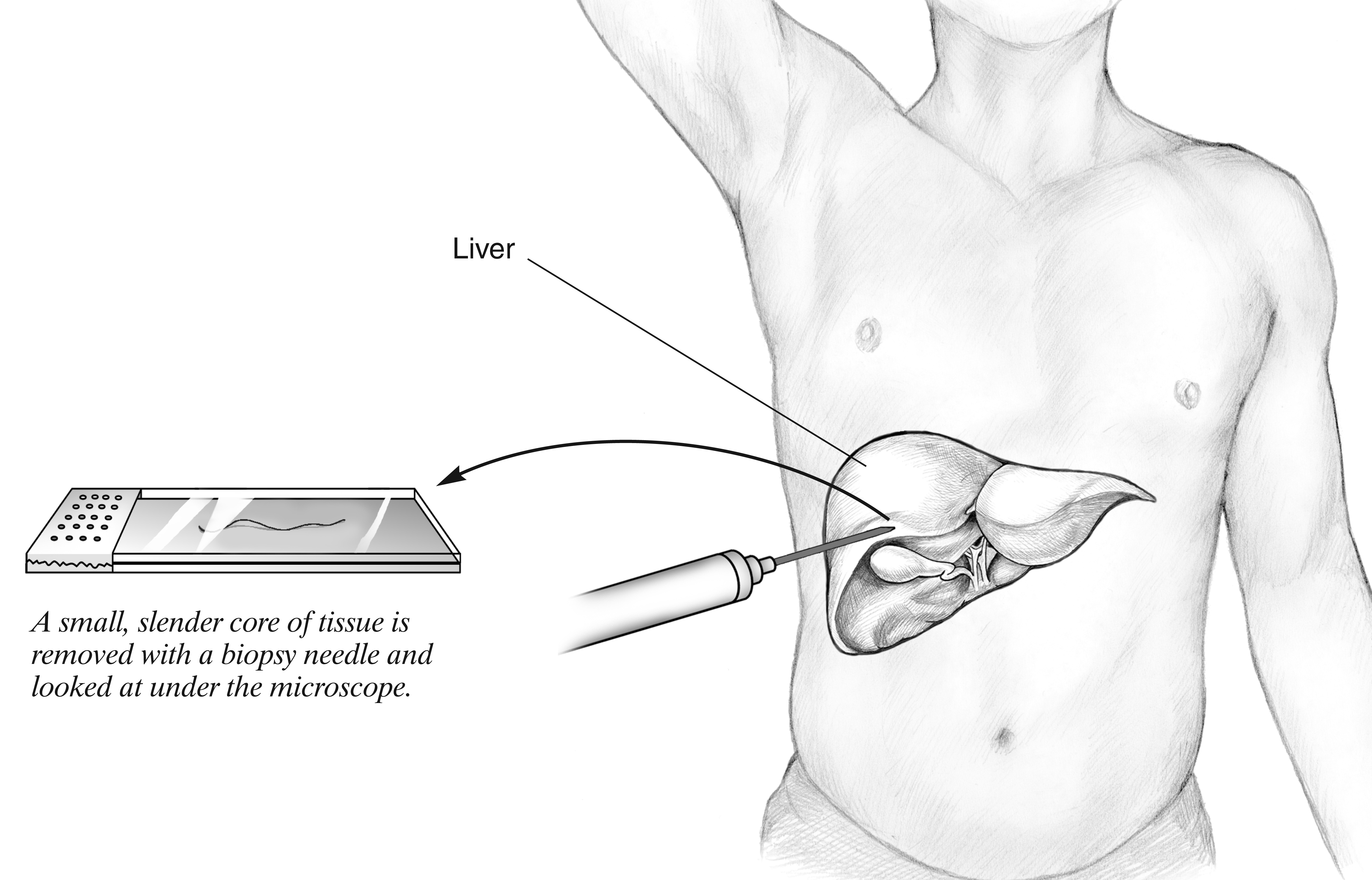
کارسینوم هپاتوسلولار در بدن انسان

روش‌های تشخیص هپاتوکارسینوم، با پیشرفت تصویربرداری پزشکی تکامل یافته‌است. ارزیابی بیماران بدون علامت و کسانی که علائم بیماری کبدی دارند شامل آزمایش خون و ارزیابی تصویربرداری است. اگرچه از گذشته برای اثبات تشخیص، نیاز به بیوپسی از تومور بود، یافته‌های تصویربرداری (به‌ویژه اِم‌آرآی) ممکن است به اندازهٔ کافی قطعی باشند تا نیازی به انجام تست‌های هیستوپاتولوژیک نباشد.

## درمان
درمان کارسینوم سلول، های کبدی بسته به مرحلهٔ بیماری، احتمال تحمل عمل جراحی و در دسترس بودن پیوند کبد متفاوت است و می‌تواند علاوه بر جراحی و پیوند کبد، شامل حذف با بسامد رادیویی، حذف تومور به‌کمک سرما (Cryoablation)، تزریق پوستی اتانول (Percutaneous ethanol injection)، شیمی‌درمانی، پرتودرمانی، پروتون‌درمانی، هایفوتراپی یا ترکیبی از روش‌های ذکر شده باشد.

## پیش‌آگهی
تنها ۱۰ تا ۲۰ درصد از کارسینوم‌های کبدی را می‌توان به‌طور کامل با جراحی برداشت. اگر سرطان را نتوان به‌طور کامل از بین برد، بیماری معمولاً در عرض ۳ تا ۶ ماه کشنده است. این موضوع، تا حدی به‌دلیل تظاهر دیرهنگام تومورها است، اما همچنین فقدان تخصص و امکانات پزشکی در مناطق با شیوع HCC بالا نیز در این مورد دخیل است. با این حال، بقای بیمار می‌تواند متفاوت باشد و گاهی، افراد بسیار بیشتر از ۶ ماه زنده می‌مانند.

## همه‌گیرشناسی

مرگ استانداردسازی‌شده از نظر سنی ناشی از سرطان کبد در هر ۱۰۰٬۰۰۰ نفر در سال ۲۰۰۴.
فاقد آمار
کمتر از ۷٫۵
۷٫۵ تا ۱۵
۱۵ تا ۲۲٫۵
۲۲٫۵ تا ۳۰
۳۰ تا ۳۷٫۵
۳۷٫۵ تا ۴۵
۴۵ تا ۵۲٫۵
۵۲٫۵ تا ۶۰
۶۰ تا ۶۷٫۵
۶۷٫۵ تا ۷۵
۷۵ تا ۱۱۰
بیشتر از ۱۱۰

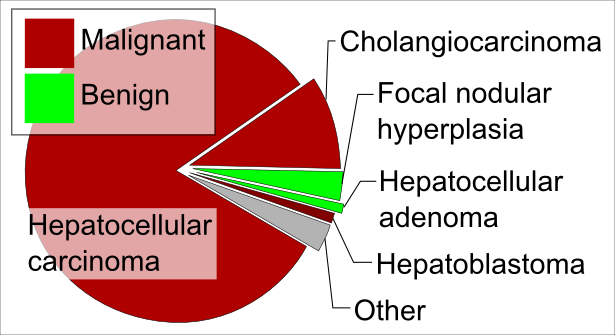
انواع تومور کبد بر اساس بروز نسبی در بزرگسالان در ایالات متحده

HCC یکی از شایع‌ترین تومورها در سراسر جهان است. همه‌گیرشناسی HCC دو الگوی اصلی را نشان می‌دهد، یکی در آمریکای شمالی و اروپای غربی و دیگری در کشورهای غیرغربی، مانند کشورهای جنوب صحرای آفریقا، آسیای مرکزی، جنوب شرق آسیا و حوضه آمازون. معمولاً مردان بیشتر از زنان مبتلا می‌شوند و بیشتر در سنین ۳۰ تا ۵۰ سالگی دیده می‌شود. کارسینوم سلول‌های کبدی باعث ۶۶۲٬۰۰۰ مرگ در سراسر جهان در سال می‌شود که نیمی از آن‌ها در چین هستند.